# Stenus umbratilis
Stenus umbratilis är en skalbaggsart som beskrevs av Thomas Casey 1884. Stenus umbratilis ingår i släktet Stenus, och familjen kortvingar. Arten är reproducerande i Sverige.